# 小松バイパス (石川県)

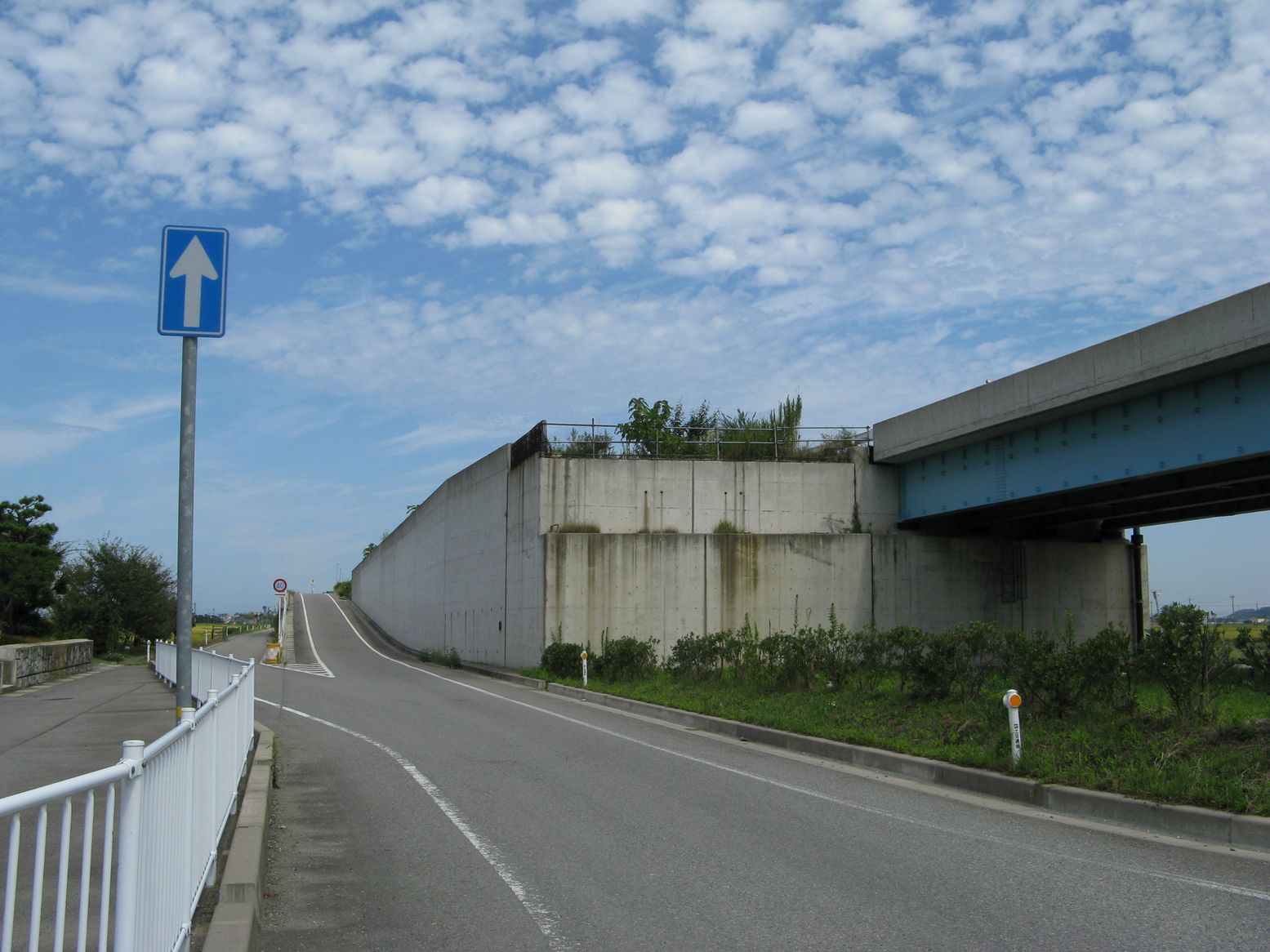
千代・能美IC 大長野IC方面入口を北望

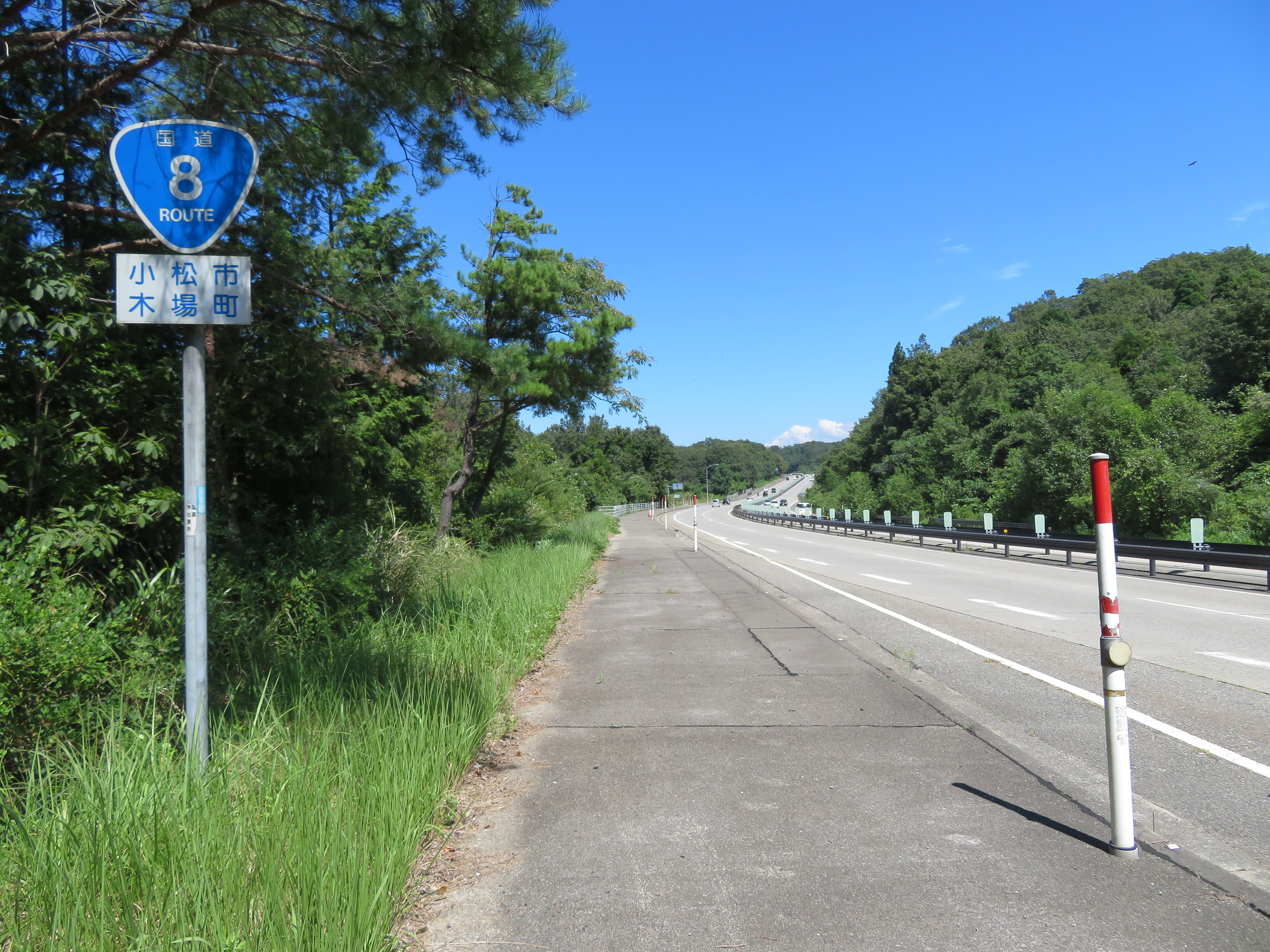
石川県小松市木場町付近

小松バイパス（こまつバイパス）は、石川県能美市大長野町から同県加賀市箱宮町に至る国道8号のバイパス道路である。
全線が完全立体交差で、現在は一部区間が暫定2車線の対面通行となっており、4車線化が事業中である。バイパス開通前の従前の道路は、国道305号に路線変更された。

## 概要
- 起点：石川県能美市大長野町（大長野IC）[3]
- 終点：石川県加賀市箱宮町（箱宮IC）[3]
- 延長：15.6 km[1][2][4]
- 設計速度：80 km/h
- 車線数：4車線（暫定2車線）
- 道路規格：第3種第1級
- 総事業費：600億円
- 事業者・管理者：国土交通省北陸地方整備局金沢河川国道事務所[1][2]

## 歴史
- 1974年（昭和49年） - 小松バイパス事業化。
- 1983年（昭和58年）3月24日 - 小松バイパス建設着工[5]。
- 1986年（昭和61年）11月21日 - 八幡IC - 東山IC間延長2.2 kmの供用開始（暫定2車線）[3][6]。
- 1990年（平成2年）11月30日 - 東山IC - 粟津IC間延長5.1 kmの供用開始（暫定2車線）[7]。
- 1992年（平成4年）10月 - 粟津IC - 箱宮IC間延長3.7 kmの供用開始（暫定2車線）。
- 1998年（平成10年）8月 - 佐々木IC - 八幡IC間延長1.3 kmの供用開始（暫定2車線）。
- 2003年（平成15年）3月24日 - 大長野IC - 佐々木IC間延長3.3 kmの供用開始（暫定2車線）[4]、バイパスが全線開通[3][4]。
- 2009年（平成21年） - 慢性的な渋滞解消のため、八幡IC - 東山IC間の4車線化工事について発表。4車線化工事については東山ICの改良工事を優先することとし、東山ICの改良工事の完成は2012年（平成24年）度の供用開始を目指すとした[要出典]。
- 2010年（平成22年）4月22日 - 蓮代寺ICに隣接して、道の駅こまつ木場潟が開駅。
- 2012年（平成24年）12月25日 - 八幡IC - 東山IC間延長2.2 kmの4車線化が完成し供用開始（小松バイパスで初めての4車線供用）。
- 2015年（平成27年）3月20日 - 東山IC - 粟津IC間延長5.1 kmの4車線化が完成し供用開始。
- 2020年（令和2年）10月30日 - 小杉IC - 千代・能美IC間延長1.3 kmの4車線化が供用開始[8]。
- 2021年（令和3年）4月27日 - 5か年程度で佐々木IC - 八幡IC間延長1.8 kmの4車線化開通予定を発表[2][9]。
- 2021年（令和3年）4月28日 - 千代・能美IC - 佐々木IC間延長0.9 kmの4車線化が供用開始[1][2][10]。
- 2024年（令和6年）3月8日 - 佐々木IC - 八幡IC間延長1.4 kmの4車線化が供用開始[11]。

## 地理

### 通過する自治体
- 石川県
  - 能美市 - 小松市 - 能美市 - 小松市 - 加賀市

### 交差する道路
- 上側が起点側、下側が終点側。左側が上り側、右側が下り側。
- 交差する道路は、県道以上の道路および立体交差をするもしくは立体交差をする計画の道路。特記がないものは市町道。

| 交差する道路など                                 | 交差する道路など                          | 交差する場所 | 交差する場所               | 交差する場所 | 備考                                             |
| ------------------------------------------------ | ----------------------------------------- | ------------ | -------------------------- | ------------ | ------------------------------------------------ |
| 金沢西バイパス 国道8号・国道305号 金沢・富山方面 |                                           |              |                            |              |                                                  |
| 国道305号                                        | 石川県道4号小松鶴来線                     | 能美市       | 大長野IC（大長野高架橋）   | 大長野西     | 分岐する国道305号はバイパス開通前の国道8号と同一 |
| 石川県道54号寺畠小松線                           | 石川県道54号寺畠小松線                    | 能美市       | 小杉IC（小杉高架橋）       | 小杉南       |                                                  |
| 白江方面                                         | 河田方面                                  | 小松市       | 千代・能美IC（千代高架橋） | 千代能美     |                                                  |
| 国道360号                                        | 国道360号                                 | 小松市       | 佐々木IC（八幡北跨道橋）   | 八幡東       |                                                  |
| 石川県道111号大野八幡線                          | 石川県道22号金沢小松線 <加賀産業開発道路> | 小松市       | 八幡IC                     | 八幡温泉西   | 東山ICまで県道22号が重複                         |
| 千木野PA                                         | 千木野PA                                  | 小松市       |                            |              | 福井方面のみ設置                                 |
| 石川県道22号金沢小松線                           | 国道416号                                 | 小松市       | 東山IC                     | 東山町       |                                                  |
| 三谷・木場潟方面                                 |                                           | 小松市       | 蓮代寺IC                   |              | 道の駅こまつ木場潟が隣接                         |
| 木場PA                                           | 木場PA                                    | 小松市       |                            |              | 金沢方面のみ設置                                 |
| 木場・木場潟方面                                 |                                           | 小松市       | 木場IC                     |              |                                                  |
| 津波倉PA                                         | 津波倉PA                                  | 小松市       |                            |              | 金沢方面のみ設置                                 |
| 石川県道11号小松山中線                           | 石川県道11号小松山中線                    | 小松市       | 粟津IC（津波倉跨道橋）     | 津波倉東     |                                                  |
| 林PA                                             | 林PA                                      | 小松市       |                            |              | 福井方面のみ設置                                 |
| 石川県道156号高塚粟津線                          | 石川県道156号高塚粟津線                   | 小松市       | 二ツ梨IC（二ツ梨跨道橋）   | 二ツ梨町東   |                                                  |
| 国道305号                                        |                                           | 加賀市       | 箱宮IC                     |              | 分岐する国道305号はバイパス開通前の国道8号と同一 |
| 国道8号・国道305号 福井・敦賀方面                |                                           |              |                            |              |                                                  |

## 接続するバイパスの位置関係
（敦賀方面） - 福井バイパス - 現道 -  小松バイパス - 金沢西バイパス - 金沢バイパス - （富山方面）